# Port lotniczy Sauce Viejo
Port lotniczy Sauce Viejo (IATA: SFN, ICAO: SAAV) – port lotniczy obsługujący miasto Santa Fe, w prowincji Santa Fe, w Argentynie.

## Linie lotnicze i połączenia
- Aerolíneas Argentinas (Buenos Aires-Jorge Newbery)
- Avianca Argentina (Buenos Aires-Jorge Newbery)